# 索梅尔维约
索梅尔维约（法語：Sommervieu，法語發音：[sɔmɛʁvjø] ⓘ）是法国卡尔瓦多斯省的一个市镇，属于巴约区。

## 地理
索梅尔维约（49°17'36"N, 0°38'51"W）面积4.3 平方千米，位于法国诺曼底大区卡爾瓦多斯省，该省份为法国西北部沿海省份，北濒大西洋英吉利海峡，东北与滨海塞纳省以海上边界相接，东临厄尔省，南至奧恩省，西与芒什省接壤。
与索梅尔维约接壤的市镇（或旧市镇、城区）包括：贝桑地区马尼、勒马努瓦尔、里村、大圣维戈尔、贝桑地区维埃纳。

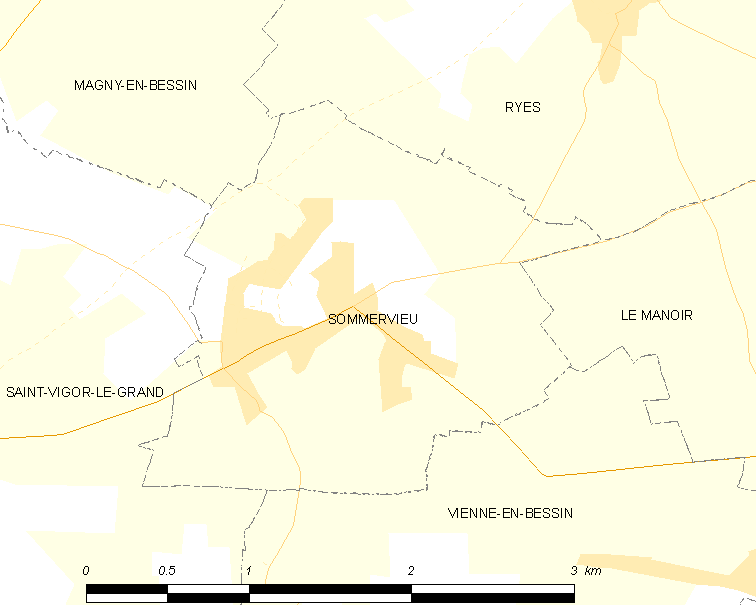
索梅尔维约的OSM定位图

索梅尔维约的时区为UTC+01:00、UTC+02:00（夏令时）。

## 行政
索梅尔维约的邮政编码为14400，INSEE市镇编码为14676。

## 政治
索梅尔维约所属的省级选区为巴约县。

## 人口

1962-2008年间索梅尔维约人口变化图示

索梅尔维约于2022年1月1日时的人口数量为987人。